# Kinyongia uthmoelleri
Kinyongia uthmoelleri är en ödleart som beskrevs av  Müller 1938. Kinyongia uthmoelleri ingår i släktet Kinyongia och familjen kameleonter. Inga underarter finns listade.